# Експлозија мине у Балименусу
Експлозија мине у Балименусу догодила се 10. маја 1943. године на плажи у Балименусу, округ Донегал, Ирска, када су локални сељани покушали да извуку на обалу неексплодирану поморску мину. У експлозији је погинуло осамнаест мушкараца и дјечака између 13 и 34 године. Још један је преминуо накнадно.
Према савременим извјештајима, мину је претходно примијетило више људи, укључујући локалне младиће, од којих су неки потом загазили у воду и око мине везали ужад у покушају да је извуку на обалу. Тада су им се придружили и други мушкарци и дјечаци из тог подручја, међутим, док су је вукли по плажи, мина је наводно ударила у камен и експлодирала, на мјесту убивши 18 људи. Још једна особа је преминула сљедећег дана. У експлозији је оштећено више од 40 кућа у оближњем селу.
Ирска је званично била неутрална током Другог свјетског рата, због чега у јавности вјероватно није постојала толика свијест о опасностима од неексплодираних убојних средстава колика у земљама укљученим у сукоб. Други коментатори су примијетили да је исте године у Донегалу 15 других мина безбједно уклоњено, да су локални виши припадници полиције знали за мину најмање 3 сата прије експлозије и да су били дужни око било које пријављене мине да обезбиједе кордон; какогод, иако су уложени одређени напори да се заједница обавијести о опасностима, додатне радње прописане у правилима поступања нису предузете.